# Tourrettia
Tourrettia, monotipski biljni rod iz porodice katalpovki smješten u tribus Tourrettieae. Jedina vrsta je T. lappacea, penjačica rasprostranjena od južnog Meksika, na jug do sjeverne Argentine (provincija Salta). 

## Etimologija
Ime roda Tourrettia je u čast Marca Antoinea Louisa Clareta de La Tourrettea (1729. – 1793.), francuskog botaničara. Specifični latinski epitet za lappacea izveden je iz lappa što znači s neravninama.

## Opis
Prvi put je opisan i objavljen u Mém. Akad. Sci. (Pariz) 1784. na stranici 205 1787. godine.

## Sinonimi
- Dombeya L´Hér.; Stirp. Nov. 33. t. 17 (1784)
- Medica Cothen.; Disp. Veg. 7 (1790)
- Dombeya lappacea L´Hér.; Stirp. Nov. 33. t. 17 (1784)
- Tourretia volubilis J.F.Gmel.; Syst. 940 (1791)
- Tourrettia dombeya Schreb. ex Forsyth f.; Bot. Nomencl.: 342 (1794), nom. superfl.